# Samuil Fejnberg
Samuil Jevgenjevič Fejnberg (rusky Самуи́л Евге́ньевич Фе́йнберг; 26. května 1890 Oděsa – 22. října 1962 Moskva) byl ruský klavírista, hudební skladatel a muzikolog.

## Život
Samuil Jevgenjevič Fejnberg se narodil 26. května 1890 v Oděse. V roce 1894 se rodina přestěhovala do Moskvy. Vstoupil na moskevskou konzervatoř, kde studoval hru na klavír u Alexandra Goldenweisera. Vedle toho soukromě studoval kompozici u Nikolaje Sergejeviče Žiljajeva.
Konzervatoř absolvoval v roce 1911 a zahájil dráhu koncertního klavíristy. Po vypuknutí První světové války byl odveden a poslán na frontu. Záhy onemocněl břišním tyfem a kvůli zdravotnímu stavu byl vojenské služby zproštěn. V roce 1922 se stal profesorem a vedoucím katedry klavíru na moskevské konzervatoři a obnovil svou klavírní kariéru. Proslul zejména jako první klavírista, který v Rusku uvedl v plném znění Dobře temperovaný klavír Johanna Sebastiana Bacha.
Ve dvacátých letech koncertoval s úspěchem v Německu a v Itálii. Vzhledem ke svému židovskému původu měl však později zákaz výjezdu ze SSSR. Měl tak v následujících letech pouze dva koncerty v zahraničí: ve Vídni (1936) a v Bruselu (1938). Z tohoto důvodu není příliš znám mimo hranice Ruska.
Jako skladatel se věnoval téměř výhradně tvorbě pro klavír. V tomto ohledu byl považován za pokračovatele díla Alexandr Nikolajevič Skrjabina. V roce 1946 obdržel za Klavírní koncert č. 2 Stalinovu cenu za vynikající výsledky v oblasti literatury a umění.
Feinberg publikoval v odborném tisku řadu hudebně-vědných statí. Souborně byly vydány v roce 1984 ve sborníku Судьба музыкальной формы. Napsal rovněž monografii Пианизм как искусствo, která byla vydána také až po jeho smrti v roce 1965.
Feinberg se nikdy neoženil. Žil se svým bratrem – malířem. Zemřel v Moskvě 22. října 1962. Je pochován na Golovinském hřbitově.

## Dílo

### Klavírní skladby
- Op. 1: Klavírní sonáta č. 1 (1915)
- Op. 2: Klavírní sonáta č. 2 (1915)
- Op. 3: Klavírní sonáta č. 3 (1917)
- Op. 5: Fantasie č. 1 (1917)
- Op. 6: Klavírní sonáta č. 4 (1918)
- Op. 8: Čtyři preludia (1920)
- Op. 9: Fantasie č. 2 (1921)
- Op. 10: Klavírní sonáta č. 5 (1921)
- Op. 11: Suita č. 1 (1922)
- Op. 13: Klavírní sonáta č. 6 (1923)
- Op. 15: Tři preludia (1922)
- Op. 19: Humoreska
- Op. 19a: Berceuse
- Op. 20: Klavírní koncert č. 1 C-dur (1931)
- Op. 21: Klavírní sonáta č. 7 (1925)
- Op. 21a: Klavírní sonáta č. 8 (1928)
- Op. 24a: Dvě čuvašské melodie
- Op. 25: Suita č. 2 (1936)
- Op. 27a: Tři melodie (1938)
- Op. 29: Klavírní sonáta č. 9 (1939)
- Op. 30: Klavírní sonáta č. 10 (1940-44)
- Op. 33: Dvě skladby (1947)
- Op. 36: Klavírní koncert č. 2 (1944)
- Op. 40: Klavírní sonáta č. 11 (1952)
- Op. 44: Klavírní koncert č. 3 c-moll (1947)
- Op. 45: Rapsodie na kabardino.balkarské téma (1961)
- Op. 48: Klavírní sonáta č. 12 (1962)

### Písně
- Op. 4: Dvě romance na slova Alexandra Sergejeviče Puškina a Michaila Jurjeviče Lermontova
- Op. 7: Tři romance na slova Alexandra Bloka
- Op. 14: Čtyři romance podle Valerije Brjusova, Alexandra Bloka a Andreje Bělyje (1917, nepublikováno)
- Op. 16: Tři romance na slova Alexandra Puškina (1923)
- Op. 18: 5 národních písní (1932)
- Op. 22: Dvě písně na slova Alexandra Alexejeviče Žarova (1932)
- Op. 23: Tři písně (1938)
- Op. 26: 6 romancí podle Puškina (1936)
- Op. 28: Sedm romancí podle Lermontova (1940)
- Op. 47: Marica, podle jugoslávské lidové poesie (1958)

### Další skladby
- Op. 12: Houslová sonáta č. 1 (1912, neúplná)
- Op. 46: Houslová sonáta č. 2 (1955–56)